# Wyspa Ojców Bernardynów
Wyspa Ojców Bernardynów – wyspa rzeczna na Dźwinie (łot. Daugava) zlokalizowana w Drui na Białorusi.
Wyspa o kształcie zbliżonym do ludzkiego oka znajduje się między dwiema odnogami Dźwiny, która w tym miejscu pozostaje rzeką graniczną pomiędzy Białorusią i Łotwą. Granicę wytyczono na tym odcinku północnym korytem rzeki, w związku z czym cały teren wyspy przynależy do Białorusi.
Naprzeciw wyspy znajduje się historyczna część Drui z zamkiem Sapiehów oraz bramami (Ryską i Połocką). W miejscu tym znajdowała się w przeszłości dogodna przeprawa na drugą stronę Dźwiny, choć w okresie letnim stan wód pozwalał na przebywanie rzeki w każdym miejscu miasta.